# Adrano (mitología)

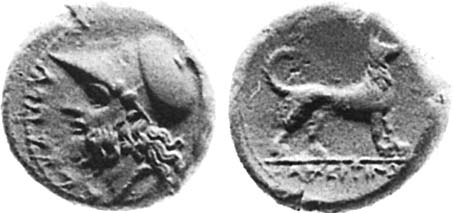
Moneda de los mamertinos en la que están representados Adrano en el anverso y un perro en el reverso.

Adrano fue el dios del fuego para los sicilianos, adorado en toda la isla pero especialmente en Adrano, ciudad próspera cerca del Etna. Modernos historiadores consideran la deidad de origen oriental, conectado con el dios persa Adar (fuego), y seguramente el mismo dios que el fenicio Adramelec, personificación del sol y el fuego.